# フォッシル (オレゴン州)
フォッシル（英語: Fossil）は、アメリカ合衆国オレゴン州ウィーラー郡にある都市であり、同郡の郡庁所在地。地名は化石を意味する英単語から来ており、フォッシル郵便局初代局長のトーマス・B・フーバーが自らの牧場で化石を発見したことから名付けられた。2010年国勢調査によると、人口は473人。

## 歴史
1876年2月28日、フーバー川沿いにあるトーマス・ベントン・フーバーが所有する土地に郵便局が開設された。彼は自らの土地で化石を見つけたことから、地名をフォッシルと名付けた。1881年、フーバーとトーマス・ワトソンがバット川とコットンウッド川の合流地点に商店を開き、郵便局もその地に移転した。1891年、フォッシルは自治体化し、フーバーが初代市長に就任した。
1899年、ウィーラー郡が創設され、州議会はフォッシルを臨時郡庁所在地として指定した。1900年に郡庁所在地を決定する選挙が行われ、フォッシルは他の町を押さえて勝利、正式に郡庁所在地となった。
ウィンロック・スティワーとジョージ・カーペンターはこの土地初めての銀行を設立した。20世紀初頭、フォッシルには銀行の他に製粉所、鍛冶屋、薬局、宝石店、貸し馬屋、商店などが立地していた。1920年代にはショトーカ運動の一環でウィリアム・ジェニングス・ブライアンがフォッシルを訪れ、この地で演説を行った。

## 地理
フォッシルはウィーラー郡の郡庁所在地である。アメリカ合衆国国勢調査によると、面積は2.05平方キロメートル、全て陸域である。
市内ではオレゴン州道19号線と218号線が交差している。ジョンデイ川の支流であるバット川が市内を流れている。また、ジョンデイ国立化石保存地域が218号線沿いに29キロメートル西へ進んだところにある。また、19号線沿いに32キロメートル南へ行くとギリアム郡コンドンがある。南西にベンドがあり、車で2時間の距離、西にポートランドがあり、車で3時間の距離である。

## 気候
平均気温は1月で摂氏0.6度、8月で摂氏18.7度。最高気温記録は2003年に記録された摂氏43.9度、最低気温記録は1957年に記録された摂氏マイナス32.2度である。ケッペンの気候区分によると、地中海性気候（Csb）に分類される。
| フォッシルの気候       | フォッシルの気候 | フォッシルの気候 | フォッシルの気候 | フォッシルの気候 | フォッシルの気候 | フォッシルの気候 | フォッシルの気候 | フォッシルの気候 | フォッシルの気候 | フォッシルの気候 | フォッシルの気候 | フォッシルの気候 | フォッシルの気候 |
| 月                     | 1月              | 2月              | 3月              | 4月              | 5月              | 6月              | 7月              | 8月              | 9月              | 10月             | 11月             | 12月             | 年               |
| ---------------------- | ---------------- | ---------------- | ---------------- | ---------------- | ---------------- | ---------------- | ---------------- | ---------------- | ---------------- | ---------------- | ---------------- | ---------------- | ---------------- |
| 最高気温記録 °F （°C） | 67 (19)          | 72 (22)          | 78 (26)          | 87 (31)          | 100 (38)         | 102 (39)         | 111 (44)         | 106 (41)         | 100 (38)         | 98 (37)          | 75 (24)          | 67 (19)          | 111 (44)         |
| 平均最高気温 °F （°C） | 41.8 (5.4)       | 47.1 (8.4)       | 52.5 (11.4)      | 59.3 (15.2)      | 67.7 (19.8)      | 74.8 (23.8)      | 85.1 (29.5)      | 84.2 (29)        | 76.4 (24.7)      | 65.3 (18.5)      | 49.9 (9.9)       | 43 (6)           | 62.3 (16.8)      |
| 平均最低気温 °F （°C） | 24.4 (−4.2)      | 27.1 (−2.7)      | 29.2 (−1.6)      | 32.2 (0.1)       | 37.1 (2.8)       | 42.7 (5.9)       | 45.7 (7.6)       | 45.4 (7.4)       | 40.3 (4.6)       | 34.6 (1.4)       | 30.2 (−1)        | 26.5 (−3.1)      | 34.6 (1.4)       |
| 最低気温記録 °F （°C） | −26 (−32)        | −22 (−30)        | 2 (−17)          | 12 (−11)         | 15 (−9)          | 25 (−4)          | 25 (−4)          | 28 (−2)          | 18 (−8)          | 3 (−16)          | −16 (−27)        | −24 (−31)        | −26 (−32)        |
| 降水量 inch （mm）     | 1.58 (40.1)      | 1.16 (29.5)      | 1.35 (34.3)      | 1.25 (31.8)      | 1.53 (38.9)      | 1.3 (33)         | 0.41 (10.4)      | 0.49 (12.4)      | 0.71 (18)        | 1.16 (29.5)      | 1.69 (42.9)      | 1.7 (43)         | 14.34 (364.2)    |
| 降雪量 inch （cm）     | 5.7 (14.5)       | 2.5 (6.4)        | 1.6 (4.1)        | 0.4 (1)          | 0.1 (0.3)        | 0 (0)            | 0 (0)            | 0 (0)            | 0.1 (0.3)        | 0.2 (0.5)        | 1.4 (3.6)        | 3.1 (7.9)        | 15.1 (38.4)      |
| 平均降水日数           | 8                | 7                | 8                | 7                | 6                | 5                | 2                | 2                | 3                | 6                | 8                | 8                | 70               |
| 出典：                 |                  |                  |                  |                  |                  |                  |                  |                  |                  |                  |                  |                  |                  |

## 人口動静
以下のデータは2010年国勢調査に基づく。
| 基礎データ - 人口：473人 - 世帯数：224世帯 - 家族数：124家族 - 人口密度：231.2人/km² - 住居数：265軒 - 住居密度：129.5軒/km² 人種別人口構成 - 白人：92.4% - ネイティブ・アメリカン：2.7% - アジア人：0.8% - その他：0.8% - 混血：3.2% - ヒスパニック・ラテン系：2.3% 世帯と家族 - 18歳未満の子供がいる: 18.8% - 結婚・同居している世帯: 43.3% - 未婚・離婚女性が世帯主である世帯: 9.4% - 未婚・離婚男性が世帯主である世帯: 2.7% - 非家族世帯: 44.6% - 単身世帯: 40.2% - 65歳以上の老人1人暮らし: 22.3% - 平均構成人数 - 世帯: 2.04人 - 家族: 2.75人 | 年齢別人口構成 - 18歳未満：18.6% - 18歳-24歳：4.7% - 25歳-44歳：14.2% - 45歳-64歳：30.5% - 65歳以上：32.1% - 年齢の中央値：56.1歳 - 男女比 - 男性：49.0% - 女性：51.0% 収入と家計（2000年国勢調査） - 収入の中央値 - 世帯: 30,250米ドル - 家族: 37,125米ドル - 性別 - 男性: 29,688米ドル - 女性: 20,893米ドル - 人口1人あたり収入: 16,236米ドル - 貧困線以下 - 対家族：12.0% - 対人口: 12.0% - 18歳以下：9.2% - 65歳以上：3.3% |

## 芸術と文化

### 年間行事
ウィーラー・カントリー・フェア・アンド・ロデオが毎年8月の第2週末に実施される。また、ウィーラー郡ブルーグラス・フェスティバルは毎年7月の第1週末に実施される。また、毎年5月下旬にはオートバイラリーが実施される。

### 博物館・その他の名所
ウィーラー高校の裏手にオレゴン州唯一の公営の化石採掘場が存在する。1949年または50年にこの採掘場で初めて化石が発掘され、50年以上に渡って自由に化石の発掘をすることができた。2005年に小さな管理センターが設置されてからは、入場料3ドルで採掘上限は3つとされた。また、2011年には入場料が5ドルに値上がりした。

## 教育
フォッシル公立学区が教育を担当し、ウィーラー高校とフォッシル小学校が立地する。2011/12年度では、小学校の児童数は50名、幼稚園の園児数は35名であった。また、チャーター・スクールも設置されている。